# عبرت (ازبکستان)
عبرت (به ازبکی: Ibrat) یک منطقهٔ مسکونی در ازبکستان است که در شهرستان بوعبیده واقع شده‌است. عبرت ۷٬۵۰۲ نفر جمعیت دارد.